# سكوت فاركوهار
سكوت فاركوهار (ولد في ديسمبر 1979) هو ملياردير أسترالي، المؤسس المشارك والرئيس التنفيذي المشارك لشركة البرمجيات Atlassian. غالبًا ما يحمل Farquhar لقب الملياردير العرضي بعد أن أسس هو وشريكه التجاري مايك كانون بروكس Atlassian بهدف تكرار الراتب الأولي للخريج الذي يبلغ 48000 دولار أسترالي بشكل نموذجي في الشركات دون الحاجة إلى العمل لشخص آخر.